# Elaeocarpus nubigenus
Elaeocarpus nubigenus är en tvåhjärtbladig växtart som beskrevs av Schlechter. Elaeocarpus nubigenus ingår i släktet Elaeocarpus och familjen Elaeocarpaceae. Inga underarter finns listade i Catalogue of Life.